# Bestuurlijke indeling van Montenegro

Gemeenten in Montenegro

De bestuurlijke indeling van Montenegro bestaat naast de centrale overheid uit een bestuurslaag, de gemeenten (Општина / Opština), met een speciale status voor de hoofdstad Podgorica en de oude hoofdstad Cetinje. Sinds de vorming van de gemeente Tuzi op 1 september 2018 omvat Montenegro 24 gemeenten. Iedere gemeente heeft een direct gekozen gemeenteraad die de burgemeester kiest. De burgemeester geeft leiding aan het ambtelijk apparaat.
Andrijevica · Bar · Berane · Bijelo Polje · Budva · Cetinje · Danilovgrad · Gusinje · Herceg-Novi · Kolašin · Kotor · Mojkovac · Nikšić · Petnjica · Plav · Pljevlja · Plužine · Podgorica · Rožaje · Šavnik · Tivat · Tuzi · Ulcinj · Žabljak